# O2 República Checa
O2 Czech Republic, a.s. (operando bajo la marca O₂) es un importante operador de telecomunicaciones en la República Checa. Actualmente opera más de seis millones de líneas, tanto fijas como móviles. La compañía también incluye la comercialización de acceso internet y los servicios derivados de las tecnologías de la información y comunicación.
La empresa de telefonía fija Český Telecom y el operador de móviles Eurotel fueron adquiridos por la compañía española Telefónica en 2005 y fusionadas en una única entidad legal a la que se dio el nombre actual el 1 de julio de 2006. Esta compañía está gestionada por el la división del negocio de telefonía móvil europea Telefónica Europe y el CEO de la unidad checa es Luis Antonio Malvido.
En 2013, se anunció que Telefónica vendería su participación en la compañía a PPF y la compañía continuaría utilizando la marca O₂ por un máximo de cuatro años. En agosto de 2017, el acuerdo de licencia de marca se extendió hasta 2022, con una extensión de 5 años hasta 2027 disponible.

## Historia
La compañía inicialmente era conocida como SPT Telecom (Státní telekomunikační podnik, empresa estatal de telecomunicaciones), y era un monopolio de servicios de telefonía fija. Esta fue reorganizada y renombrada como Český Telecom (Czech Telecom), después de la disolución de Checoslovaquia y la formación de la República Checa y Eslovaquia en 1993.
Su subsidiaria de telefonía móvil, Eurotel, fue fundada en 1990 como una joint venture entre SPT (51%) y la joint venture americana Atlantic West (entre US West International, Inc. y Bell Atlantic International Inc.). En su lanzamiento recibió una licencia en exclusiva para operar durante cinco años la red pública de datos, una licencia de 20 años para operar un red analógica de telefonía móvil NMT, y automáticamente también el derecho a adquirir una licencia para la futura red GSM.
s
En 2001, ganó una licencia para la rede de tercera generación UMTS. Los servicios de UMTS empezaron a proporcionarse el 1 de noviembre de 2005.
| Tipo de servicio                                  | Número de clientes a final del año | Número de clientes a final del año |
| Tipo de servicio                                  | 2010                               | 2009                               |
| ------------------------------------------------- | ---------------------------------- | ---------------------------------- |
| Líneas fijas                                      | 1 669 000                          | 1 771 000                          |
| ADSL                                              | 806 000                            | 725 000                            |
| TV de pago – O2 TV                                | 129 000                            | 138 000                            |
| Usuarios de móviles activos en la República Checa | 4 839 000                          | 4 945 000                          |
| – pospago                                         | 2 864 000                          | 2 814 000                          |
| – prepago                                         | 1 975 000                          | 2 130 000                          |
| Usuarios de móviles en Eslovaquia                 | 880 000                            | 553 000                            |